# Concejo de Cúcuta
El Concejo de Cúcuta es la corporación político-administrativa encargada de velar por el bienestar de la población, ejerce control político en la Administración Municipal de San José de Cúcuta en Colombia; estudia proyectos de acuerdos y promueve la participación activa de la comunidad; generando interés para la construcción, sostenibilidad y competitividad del Municipio.
Está conformado por 13 miembros elegidos democráticamente en un período de cuatro años según lo establecido en la Constitución Política de Colombia de 1991. El periodo actual es 2020-2023. Su sede se encuentra en la Calle 11 n.º 5-49 Palacio Municipal, en el centro de la ciudad de Cúcuta.